# Иванов, Алексей Сергеевич (хоккеист)
Алексей Сергеевич Иванов (род. 4 мая 1988, Омск) — казахстанский и российский хоккеист, вратарь эмиратского клуба «Аль-Айн Тибс». Воспитанник хоккейной школы омского «Авангарда». Участник чемпионатов Мира по хоккею 2012 и 2014 годов в составе национальной сборной Казахстана. Чемпион Казахстана (2009/2010), чемпион ОАЭ (2021/2022).

## Карьера
Встал на коньки в 2 года. С шести лет занимался у Константина Андреевича Халина, у которого ранее тренировался отец. Начал выступать в молодёжной команде омского «Авангарда», а в сезоне КХЛ 2008/2009 был заявлен за основную команду омичей, но не провёл ни одного матча в лиге. По ходу сезона был командирован в клубы — первой лиги медногорский «Металлург» и клуб ВХЛ «Южный Урал» Орск.
Летом 2009 года проходил стажировку в школе вратарей штата Ниагара в Канаде. В сезоне 2009/2010 перешёл в систему клуба из Караганды «Сарыарка», в составе которого стал чемпионом Казахстана и был признан лучшим вратарём первенства.
Летом 2010 года проходил предсезонные сборы с московским «Спартаком», однако не подошёл клубу в связи с плотной конкуренцией во вратарской линии.
С начала сезона 2010/2011 находился в системе клуба Континентальной хоккейной лиги «Барыс» из Астаны, в составе которого не провёл ни одного официального матча, выступая при этом за второй состав команды в Открытом чемпионате Казахстана. Также имеет выступления в составе клуба «Астана». В 2012 году был вызван в состав Национальной сборной Казахстана, в которой провёл 2 игры на чемпионате мира.
Сезон 2012/2013 провёл в ВХЛ в составе ангарского «Ермака», являясь основным игроком на своей позиции.
Летом 2013 года стало известно, что руководство московского «Спартака» достигло договоренности о переходе Иванова. В КХЛ дебютировал 20 сентября 2013 года в гостевом матче против СКА, выйдя на замену Джеффу Глассу, после того как тот пропустил 4 шайбы в течение 4 минут.

## Статистика выступлений
По состоянию на 5 марта 2014 года
| Сезон   | Команда | Лига | Игр | Мин  | ПШ | «0» | КН   |
| ------- | ------- | ---- | --- | ---- | -- | --- | ---- |
| 2012-13 | Ермак   | ВХЛ  | 46  | 2635 | 87 | 6   | 1.98 |
| 2013-14 | Спартак | КХЛ  | 16  | 718  | 35 | 0   | 2.92 |